# Vittorio Mincato
Vittorio Mincato (Torrebelvicino, 14 maggio 1936) è un dirigente d'azienda italiano.

## Biografia e carriera professionale
La carriera professionale di Vittorio Mincato è segnata profondamente dal legame con l'Eni. 
Nel 1957 è entrato all'Eni con la qualifica di impiegato tirocinante, uscendone nel 2005 dopo esserne stato amministratore delegato dal 1998 al 2005.
Nel corso della sua carriera all'Eni si è occupato di industria tessile (Lanerossi, della quale è stato direttore amministrativo e finanziario e consigliere di amministrazione), di industria meccanica (Savio, della quale è stato presidente, realizzandone la privatizzazione), di industria petrolchimica (EniChem, della quale è stato presidente, realizzando la privatizzazione di numerosi business, dalla detergenza alle fibre, dal PVC ai fertilizzanti e alla chimica fine…). Dell'Eni è stato anche direttore amministrativo, direttore delle risorse umane e dell'organizzazione, assistente del presidente.
Nel triennio 2002-2004 è stato membro del CNEL (Consiglio Nazionale dell'Economia e del Lavoro).
Dal 2002 al 2003 è stato vicepresidente di Confindustria.
Nel 2003 ha ricevuto il premio Tiepolo dalla Camera di Commercio e Industria Italiana per la Spagna.
Dal 2004 al 2008 è stato vicepresidente dell'Unione degli Industriali e delle imprese di Roma (aderente a Confindustria).
Nel triennio 2005-2007 è stato presidente di Poste Italiane.
Dal 2005 al 2011 è stato, come indipendente, componente del Consiglio di Amministrazione della "nuova" Parmalat di cui è stato anche membro del Comitato del contenzioso.
Dal 2005 all'aprile 2012 è stato consigliere di amministrazione e membro del Comitato di controllo interno della Fiat.
Dal 2007 al 2009 è stato presidente di Assonime (Associazione fra le società italiane per azioni).
Sempre dal 2007 ha ricoperto la carica di presidente della Fondazione CUOA (il mandato, scaduto nel 2011, gli è stato prorogato fino alla nomina del successore, Matteo Marzotto, nominato il 25 giugno 2013).
Dal 1º ottobre 2008 al 1º ottobre 2013 è stato presidente della Camera di Commercio di Vicenza. 
Dal 2009 al 2010 è stato presidente dell'Azienda speciale "Vicenza Qualità" e dell'Immobiliare Fiera di Vicenza S.p.A. 
È stato presidente della Fondazione Giacomo Rumor - Centro Produttività Veneto, dal 2009 al maggio 2011, presidente del Centro estero delle Camere di Commercio del Veneto; è stato consigliere di amministrazione di Italconsult s.r.l. e di Tecno Holding S.p.A..
Dal 2009 al maggio 2011 è stato vicepresidente di Nordest Merchant (banca d'affari della Banca Popolare di Vicenza) e dall'aprile 2011 è presidente di NEM SGR spa (società di gestione di fondi comuni di investimento mobiliare di tipo chiuso della Banca Popolare di Vicenza).

### Impegni attuali
Dal 2005 è presidente della casa editrice Neri Pozza editore S.p.A. di Vicenza
Il 15 aprile 2013 è stato nominato dal CdA di Finmeccanica SpA componente di un Comitato che ha il compito di individuare i criteri e i comportamenti ai quali un Gruppo di dimensioni e presenza mondiale deve attenersi al fine di conformarsi a nuove e più elevate best practices. 

## Onorificenze
Dal 2001 è membro dell'Accademia Olimpica di Vicenza.

## Interessi personali
La musica, e Wagner in particolar modo, è una delle sue passioni. È stato membro del Consiglio di Amministrazione della Fondazione Teatro alla Scala di Milano e del Consiglio di Amministrazione dell'Accademia Nazionale di Santa Cecilia di Roma.